# ポケモンジェット

ポケモンジェット・インターナショナル

ポケモンジェットとは、ポケットモンスターシリーズとタイアップした旅客機（ラッピング飛行機）の総称。1998年から2016年を中心に全日本空輸(ANA)にて運航された。本記事では2020年以降にANA以外の複数の航空会社で運航されているポケットモンスター仕様の旅客機、及び2023年にANAで再起用された際の新デザインについても記述する。

## 全日本空輸

お花ジャンボ（手前）・ピカチュウジャンボ（奥）（2006年3月、東京国際空港）

全日本空輸(ANA)では1993年に登場した「マリンジャンボ」、1995年末に登場したボーイング777-200の「777」デザインの垂直尾翼、1996年・1997年冬季に登場した「スヌーピー号」、1998年春に登場したエアバスA321「日本の風景」に続き1998年より就航しポケモンブームの象徴として、マスコミなどで注目を浴びた。ポケモンジャンボとも呼ばれる。
座席カバーやカーテンにはピカチュウなどのポケモンキャラクターが描かれ、客室乗務員が着用するエプロンや飲み物が供されるカップも対象機限定のポケモン模様で、搭乗記念に機体イメージ入り絵葉書の配布を行うといったサービスが行われていた。
ボーイング747-400・ボーイング777-300・ボーイング767-300にペイントされ、東京・大阪から札幌・福岡・那覇など国内幹線を中心に運航した。かつては就航予定がANAのウェブサイトや時刻表に掲載されていたが、2012年現在では夏季を中心に不定期に公表されていた。2016年4月15日、「ピース★ジェット」の退役をもってANAにおけるポケモン塗装機の第1期運航を終了。その後2023年より株式会社ポケモンによる観光振興を主眼とした社会貢献活動「そらとぶピカチュウプロジェクト」に参画する形で国際線を中心として第2期運航を展開している。
期間限定で、ANAの搭乗券の半券2枚で応募できる「オリジナルゴールデンボーディングパス」や、ANAの機体が描かれた「そらをとぶピカチュウ」のポケモンカードがプレゼントされるキャンペーンも実施された。
ANAによる歴代のポケモンジェットは「ピース★ジェット」までは伊丹空港内の全日空整備、2023年の「ピカチュウジェットNH」は台湾桃園国際空港内のエバー航空傘下の整備会社・長栄航太科技（AGAT）、「イーブイジェットNH」は廈門高崎国際空港内のHAECO厦門で塗装作業が行われた。
ANAでのポケモンジェットで最も多くペイントされているポケモンキャラクターは全機に描かれたピカチュウ、二番目は1998・ピカチュウ・お花の3機に描かれたミュウである。また、エンジンカウルにはイーブイジェットを除いた各機にモンスターボールがペイントされていた。
また「ポケモンジェット ジェットでゲットだ 2000」キャンペーンでは、ANAの副操縦士5人によるバンド「TOLIP」の曲『コントレール』がCFソングになっていた。
2024年8月から「ピカチュウジェットNH」「イーブイジェットNH」限定でピカチュウを初めとしたポケットモンスターのキャラクター18種を用いた機内安全ビデオの放映を実施、2028年まで展開予定。

### ポケモンジェット1998

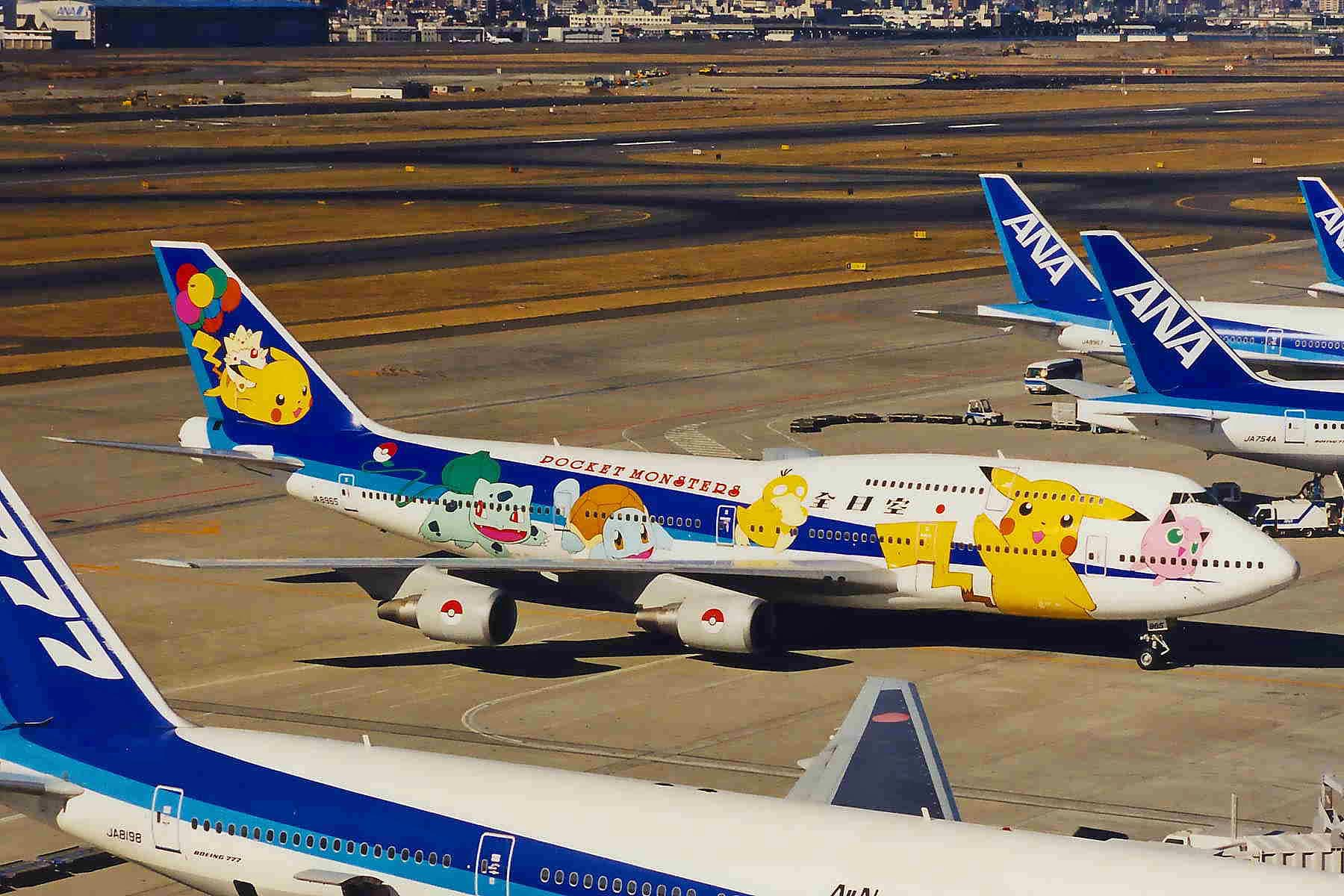
ポケモンジェット1998・JA8965（1999年1月、羽田空港）

『劇場版ポケットモンスター ミュウツーの逆襲』『ピカチュウのなつやすみ』の公開に合わせて「ANAポケモンジェット」として1998年6月に就航。ピカチュウ、フシギダネ、ミュウなど人気があり、馴染みの深いキャラクターが描かれた。翌年に「ポケモンジェット1999」が登場したことによって「ポケモンジェット1998」と呼ばれるようになった。
使用機材は747-481DのJA8965と767-381のJA8569。後に767-381のJA8578が加わり、計3機が国内線で運航された。順次通常塗装に戻され、2008年現在は全機運航終了。

### ポケモンジェットインターナショナル

ANAポケモンジェットインターナショナル（2006年3月、成田空港）

1999年2月24日の東京（成田） - ニューヨーク間で国際線に初就航。機体側面の社名表記が「全日空」ではなく英語表記の「All Nippon Airways」で、垂直尾翼が通常塗装（「ANA」ロゴ）である点が初代のポケモンジェットと異なる。欧米方面の長距離路線を中心として香港・バンコク・シンガポールといった東南アジア方面の主要路線にも運航した。
なお、運航開始当初は「ポケモンジェットU.S.バージョン」と呼称されていた。
使用機材は747-481のJA8962。2006年5月に通常塗装に戻されて運航終了。この再塗装作業は伊丹空港内の全日空整備で施工されたが、この時点で既に同空港では運航規制により「3・4発機の乗り入れ」が禁止となっており、禁止後に初めて飛来した「4発機」となった。

通常塗装に戻された後は、成田-パリ線で運航されていた。その後、2011年1月25日にANAの機体としては、登録抹消となった。

### ポケモンジェット1999

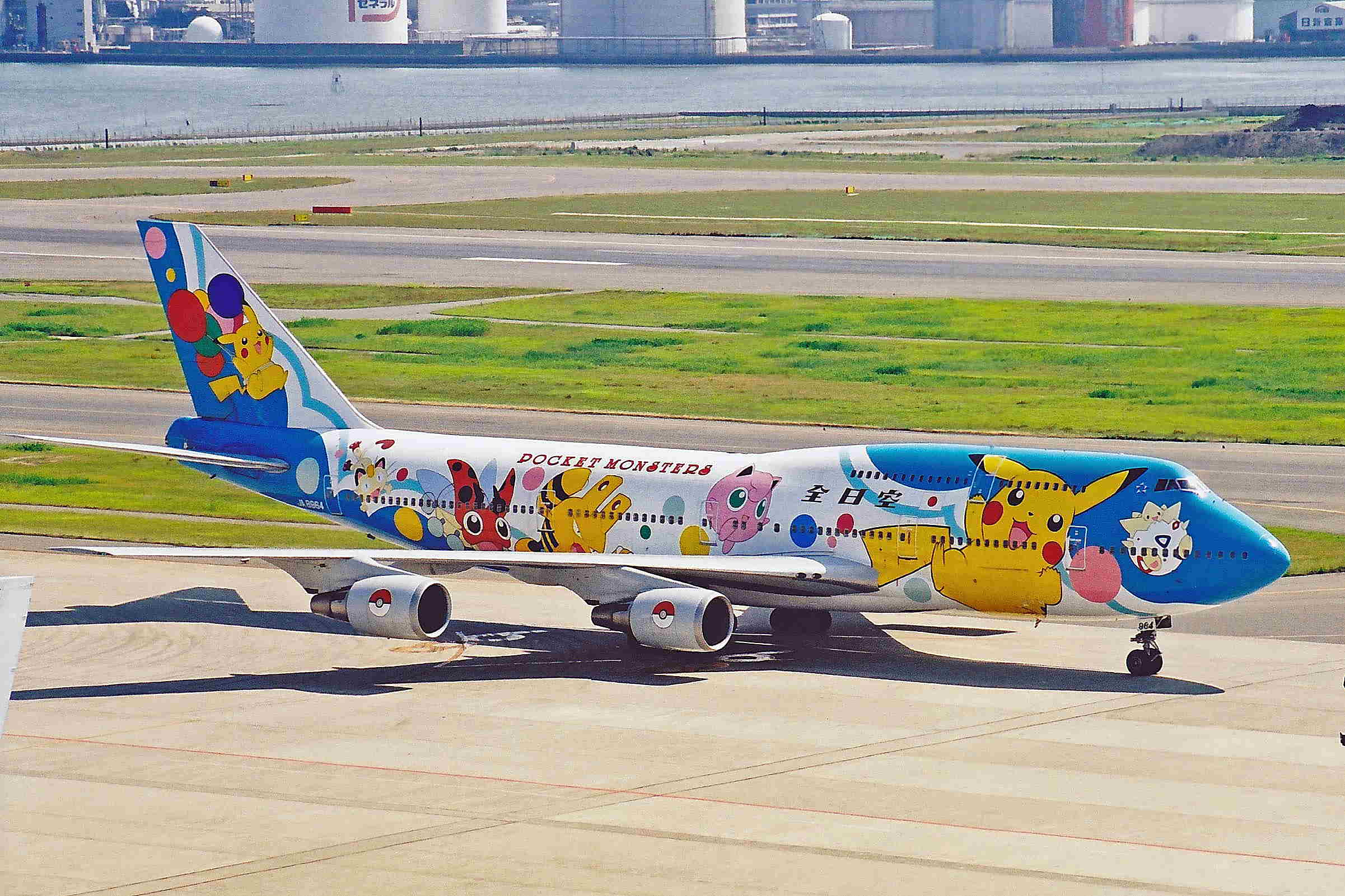
ポケモンジェット1999・JA8964（2001年7月、羽田空港）

1999年6月21日の大阪（伊丹）〜東京（羽田）間で「ANAポケモンジェット'99」として初就航。デザイン案は1999年3月から日本全国の子供たちから一般公募され、海のポケモンにも空の景色を見せてあげたいとするデザインが当選し、マリルやラプラスなど海のポケモンを中心に描かれた。
使用機材は747-481DのJA8964。後に767-381のJA8288・JA8357が加わり、計3機が国内線で運航された。2001年2月にJA8357がユニバーサル・スタジオ・ジャパン広告塗装「ウッディージェット」に塗り替えられ、2006年2月にはJA8964が通常塗装に戻された。JA8288は2007年5月20日をもって運航を終了、通常塗装に戻された。なお、747-400DであるJA8964は伊丹空港乗り入れ規制前に再塗装が行われた最後の特別塗装4発機である。また、同機は、九州・沖縄サミットで、河野洋平外務大臣のチャーター機に充当されている（本人希望かどうかは不明）。なお、JA8964は2011年11月にANAの機体としては登録抹消となった。

### ピカチュウジャンボ

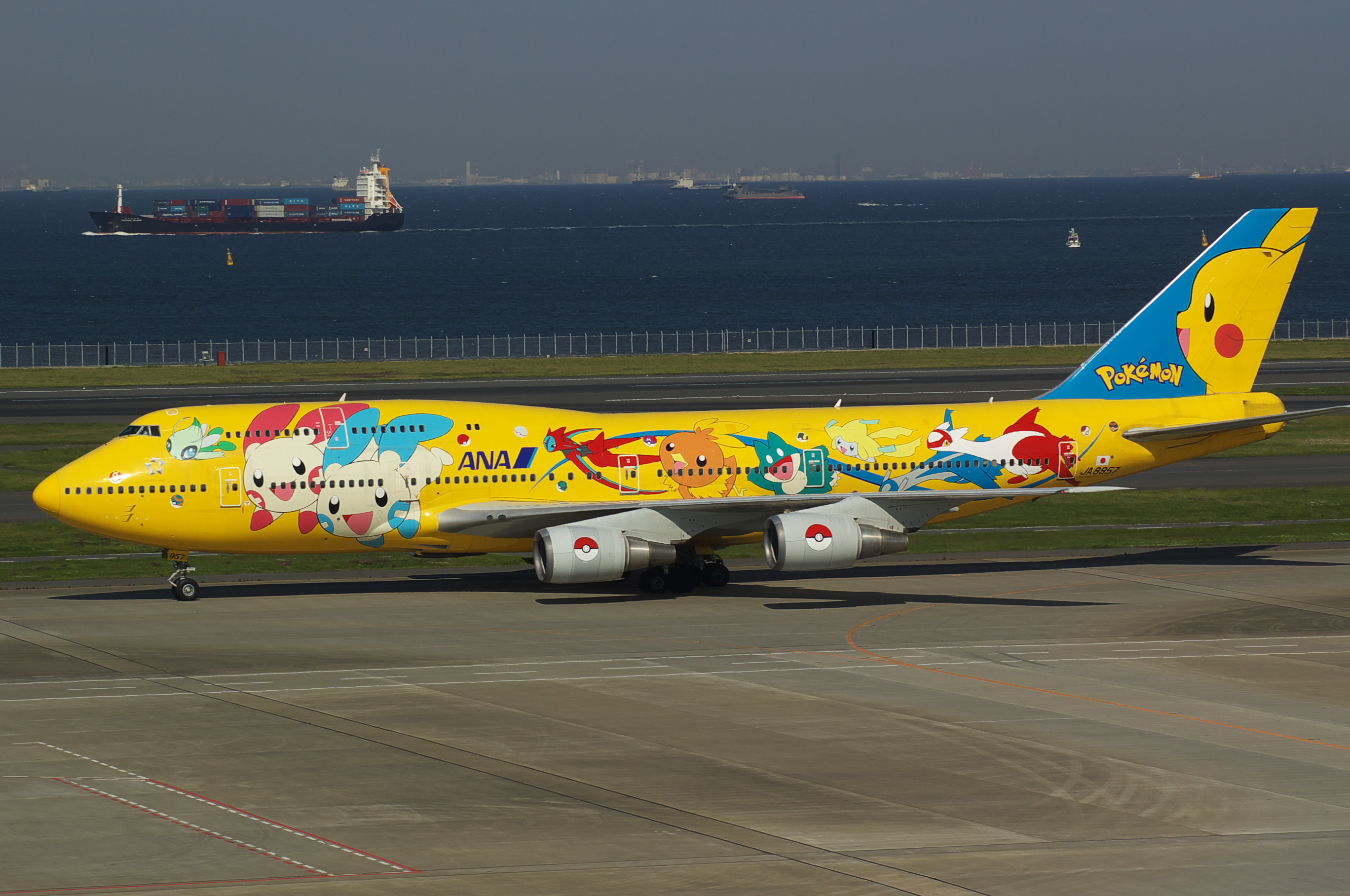
ピカチュウジャンボ・JA8957

2004年5月24日の大阪（伊丹）〜東京（羽田）間で初就航。黄色を基調に2004年までの歴代ポケモン映画のメインとなるポケモンがペイントされた。また、那覇空港ではピカチュウジャンボに合わせた黄色いトーイングカーも用意された。
使用機材は、1997年〜2002年までウィングレットを装着して国際線で使用されていた747-481DのJA8957。
2006年3月31日、伊丹空港発着便では「すべての4発機=ボーイング747-400」の有償運用最終日であったが、ANA便では最後の4発機（羽田行38便）として使用された。
2013年9月30日、羽田-沖縄線（ANA127/126）を最後に有償飛行を終えた。

### お花ジャンボ

お花ジャンボ・JA8956（2006年12月、羽田空港にて）

羽田空港第2旅客ターミナル開業記念キャンペーンの一環としてデザインを一般公募し、2004年12月5日に羽田発着の遊覧飛行で初就航。
胴体下部を緑・上部を青としキレイハナ、ポポッコ、ロゼリアといった花に因んだポケモンが描かれている。使用機材は747-481DのJA8956。2012年11月30日、NH124便で定期便としてのラストフライトを行い、運用から外れた。

### ピース★ジェット

ピース★ジェット・JA754A（2012年4月、羽田空港にて）

2011年7月18日に就航した。ピカチュウのほかミジュマル、ビクティニなどイッシュ地方のポケモンがピースサインをしたイラストが描かれている。
当初は3種類のデザインの中から一般公募で選ばれる予定だったが、同年3月11日に発生した東日本大震災を受けて投票が中止になった。
使用機材は777-381のJA754Aで、777型機に初めてポケモン塗装が施された。なお就航にあたっては、「心をひとつに がんばろう ニッポン」のメッセージも入れられているが、これまでのポケモンジェットに入れられていたスターアライアンスのロゴマークは入れられていない。
双発機であり伊丹空港の運航規制に抵触しないため、ポケモンジェットとして約5年ぶりに伊丹空港へ旅客便として就航した。2016年4月15日、契約満了に伴い鹿児島発伊丹行・ANA1304便をもって営業運航を終了。

### ピカチュウジェットNH

ピカチュウジェットNH・JA894A（2023年7月、羽田空港にて）

「そらとぶピカチュウプロジェクト」に参画する形で、「ピカチュウジェットNH」を2023年6月より運航。ボーイング787-9（登録記号：JA894A）に左右共通のレックウザと右側のそらとぶピカチュウに加えリザードン、ラティアス、ラティオス、ビビヨンなどのひこうタイプのポケモンを中心にあしらった希望の光へと向かうイメージのデザインが描かれる。羽田発着のバンコク、シンガポール等東南アジア方面やホノルル、バンクーバー等の中長距離国際線で運航。
ANAでのポケモン塗装機の運航は7年ぶり、国際線への投入は17年ぶりとなる。6月4日の羽田発バンコク・スワンナプーム国際空港行きより就航。

### イーブイジェットNH

イーブイジェットNH・JA784A（2023年10月、北京首都空港にて）

ANAにおける「そらとぶピカチュウプロジェクト」特別塗装の2号機としてボーイング777-300ER（登録記号:JA784A）に、白を基調としてイーブイとその進化系のポケモン各種や右側面にピカチュウを描いたデザインが施され、多様な進化への可能性と未来に向かい挑戦し力強く前進する思いを込めたものとした。2023年9月1日の羽田発ロンドン・ヒースロー空港行きより就航、主に羽田発着のロンドン・ニューヨーク・サンフランシスコといった欧米方面の長距離国際線で運航。

## そらとぶピカチュウプロジェクト
新型コロナウイルスの影響を受けた航空業界・観光業界の振興を目的とした株式会社ポケモンによる社会貢献事業「そらとぶピカチュウプロジェクト」（英称：Pokémon Air Adventures）の一環として、「ピカチュウジェット〇〇（運航会社の2レターコード）」をポケモン社と複数の航空会社の提携で運航。
「冒険や旅の楽しさを表現したポケモンだからこそ、旅する楽しみを作りポケモンの力でわくわくドキドキする冒険の体験を届けたい」との趣旨のもと旅行に欠かせない存在である航空会社との共同事業を展開し、新型コロナ後を見据えて「ポケモンで彩られたワクワクする日々を届けたい」「世界の空を繋ぎ、行く先々で空飛ぶピカチュウ達が素敵な思い出を届けられるように」といった願いを込めたものとした。版権使用料は無償で塗装費用についてもポケモン社が負担し、1業種1社にこだわらず複数社にタイアップを認める形とし、1機につき塗装の耐用年数に合わせた5年間の運航を予定する。

### スカイマーク

ピカチュウジェットBC1・JA73AB

ピカチュウジェットBC2・JA73NG

日本のスカイマークが2021年より「ピカチュウジェットBC」シリーズを運航。737-800型機にピカチュウを中心としたデザインを施し、沖縄を主対象とした観光振興を目的として主に那覇空港・下地島空港（宮古島）を発着する便に充当。就航に合わせ、那覇空港のスカイマーク用のトーイングカーや手荷物トレーラーにもポケモンのデザインが施された。
ピカチュウジェットBC1（1号機）
登録記号JA73ABに、黄色を基調にそらをとぶピカチュウを機体左右に各5体あしらったデザインを施す。2021年6月21日に就航。当初は「ピカチュウジェットBC」の愛称としていたが、2号機就航に伴い「ピカチュウジェットBC1」の呼称が用いられている。
ピカチュウジェットBC2（2号機）
登録記号JA73NGに、白と青を基調にピカチュウに加えホエルオーを中心にシェイミ（スカイフォルム）などをあしらったデザインを施し、ウィングレットにもピカチュウの顔をあしらう。2022年5月30日就航、2027年までの運航を予定。

### チャイナエアライン

ピカチュウジェットCI・B-18101

台湾のチャイナエアラインのエアバスA321neo型機（登録記号：B-18101）に「ピカチュウジェットCI」として夜明け前の空をイメージしたパステルパープルを基調に胴体下部にピンクとパステルイエローの配色でピカチュウの他プリン、カビゴン、シェイミなど11体の眠りに関係したポケモンをあしらったデザインを施す。2022年9月30日の台湾桃園国際空港発台北松山空港着の遊覧飛行より就航し10月2日の台北松山発東京羽田行便より営業飛行を開始、台北松山-東京線を中心に日本路線を含むアジア地域路線にて運航。海外航空会社とポケットモンスターのタイアップは本機が初としていたが、その後8月に発表されたスクート「ポケモンジェットTR」が先に実就航することとなった。

### スクート

ピカチュウジェットTR・9V-OJJ

シンガポールのスクートが設立10周年を記念し「ピカチュウジェットTR」を2022年9月5日より運航、ボーイング787-9型機（登録記号：9V-OJJ）に「花の香り」をイメージして白を基調に黄色の花のモチーフをあしらいピカチュウやピチュー、メガニウム、セレビィ、シェイミ（スカイフォーム）など11体のポケモンを描いたデザインを施した。LCCとポケットモンスターのタイアップは本機が初となり、成田・ソウル・香港線といった東アジア方面の路線を中心に運航される。初フライトはシンガポール・チャンギ国際空港からクアラルンプール国際空港。

### ティーウェイ航空

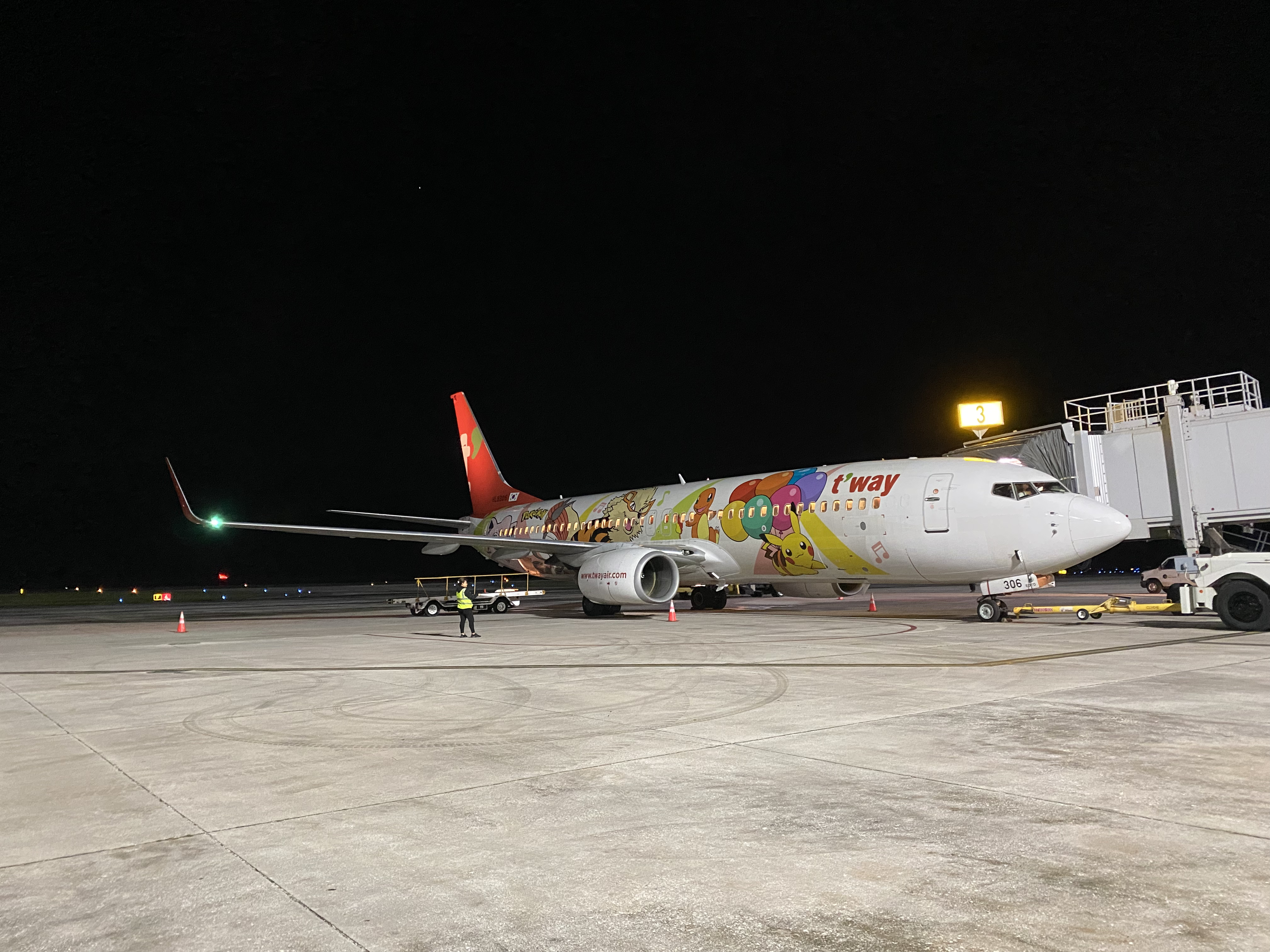
ピカチュウジェットTW・HL8306

韓国のティーウェイ航空のボーイング737-800型機（登録記号：HL8306）に「ピカチュウジェットTW」として2022年12月28日より運航、白を基調にスポットライトが照らすステージで音楽に合わせて楽しむイメージとして、ピカチュウ、ヒトカゲ、ウインディ、プリン等11体のポケモンを描いたデザインを施した。金浦国際空港発着の国内線や台北松山空港への国際線を中心に運航し、初フライトは金浦発台北松山空港行きとなった。

### ガルーダ・インドネシア航空
インドネシアのガルーダ・インドネシア航空は2023年5月末にインドネシア観光・創造経済省とともに提携合意、2機の特別塗装機を国内線・国際線に5年間の予定で投入予定。
ピカチュウジェットGA1
ボーイング737-800（登録記号：PK-GMU）に白地で下部に水色の配色でインドネシアの自然をイメージし、両側にピカチュウと左側に海をイメージしたデザインでゼニガメやタッツー等・右側に山をイメージしたデザインでエイパムやラフレシア等10体のポケモンをあしらう。インドネシア国内線・短距離国際線で運航を予定、2024年2月23日のジャカルタ発デンパサール行で初飛行。
ピカチュウジェットGA2
エアバスA330-300（登録記号：PK-GPY）に白地で胴体下部から垂直尾翼にかけてピカチュウの頭部とモンスターボールをモチーフとしたバティックをイメージした水色のラインや、左側に3体・右側に2体のバティックシャツを着用したピカチュウをあしらう。オーストラリア・東アジア方面への中距離国際線で運航を予定とし、2025年4月1日にジャカルタ-デンパサール線にて初飛行し、3日にはデンパサール発成田行き便で国際線に初投入された。

## その他

### ソラシドエア
ナッシーリゾート in 宮崎号

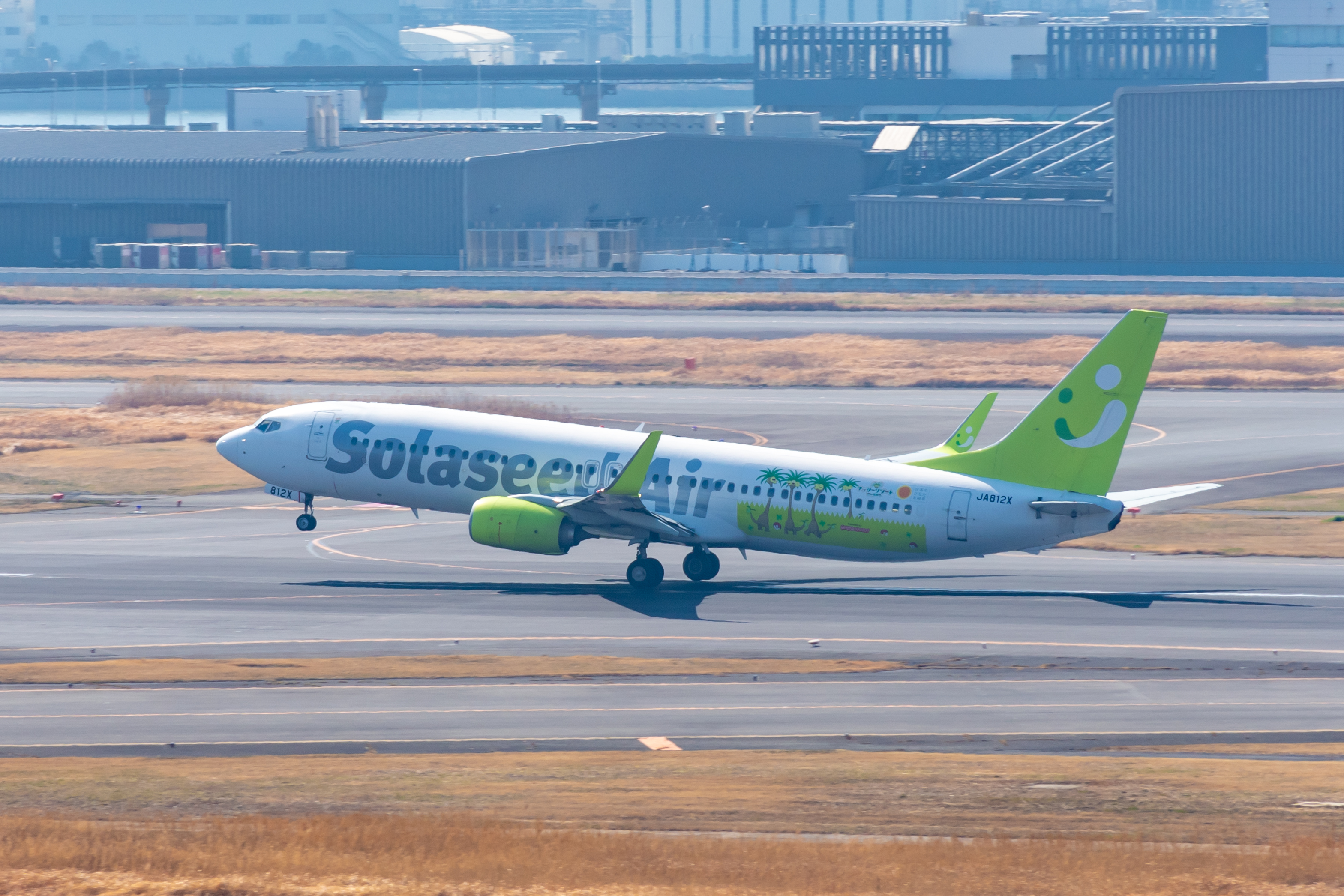
ナッシーリゾート in 宮崎号・JA812X

ナッシージェット宮崎・JA803X

ソラシドエアの地域振興・機体活用プロジェクト「空恋プロジェクト」の一環として、宮崎県とポケモン社の連携協力協定事業に関係し「宮崎だいすきポケモン」として連携事業のイメージキャラクターに指定された「ナッシー」をデザインした「ナッシーリゾートin宮崎号」を2020年12月19日より運航、2022年9月28日運航を終了。ボーイング737-800（登録記号：JA812X）の胴体後方に右側には通常のナッシー・左側にはアローラ地方のナッシーと左右で異種のデザインとした横約9m・縦約3mのデカールが貼られており、サイズは同社の中では最大となった。機内のヘッドレスト及び客室乗務員の着用するエプロンもナッシー仕様とした。
ナッシージェット宮崎
「ナッシーリゾートin宮崎号」の後継としてボーイング737-800（登録記号：JA803X）に「宮崎だいすきポケモン」の「ナッシー」をデザインした全面塗装機として2023年3月2日に就航、約3年間の運航を予定する。
ソラシドエアのロゴカラーであるピスタチオグリーンを基調として通常・アローラ二種のナッシーやアローラ地方のライチュウ、南国をイメージした太陽や波、宮崎空港の愛称にも用いられるブーゲンビリア、機体左側にキャモメやタマタマ、機体右側にマンタインのシルエットやキレイハナ、ウィングレット外側にモンスターボールと内側にナッシーが描かれた。機内ではヘッドレストカバー、紙コップ、乗務員エプロン、座席番号板やテーブル等へのステッカー貼付でナッシーを中心としたポケモンのデザインが施された。羽田空港発宮崎空港行きで初フライトの後、宮崎発那覇空港行き出発前に就航セレモニーを行った。また羽田空港・宮崎空港の整備車両にも「ナッシーリゾートin宮崎」のデザインが施された。

### AIRDO

ロコンジェット北海道(アローラロコンサイド)・JA607A

北海道とポケモン社の包括連携協定事業にAIRDOが賛同し、ボーイング767-300ER型機（登録記号：JA607A）に「北海道だいすき発見隊」として連携事業のイメージキャラクターに指定された「ロコン」をデザインした「ロコンジェット北海道」を2021年12月1日に就航。
機体右側にはカントー地方のロコン、左側にはアローラ地方のロコンが左右非対称に特別塗装されている。尾翼には左右それぞれロコン2種の横顔が描かれ、機体のシンボルパーツとなっている。また、ヘッドレストカバー、紙コップ、乗務員のエプロンもロコン仕様となっている。初フライトは新千歳空港から羽田空港。

## ギャラリー
- ポケモンジェット1998
- ポケモンジェットインターナショナル
- ポケモンジェット1999
- ピカチュウジャンボ
- ピース★ジェット
- お花ジャンボ（2009年4月撮影）
- ロコンジェット北海道（ロコンサイド）